# Королівства Співдружності

Країни Співдружності
Сучасні королівства Співдружності
Колишні королівства Співдружності та домініони

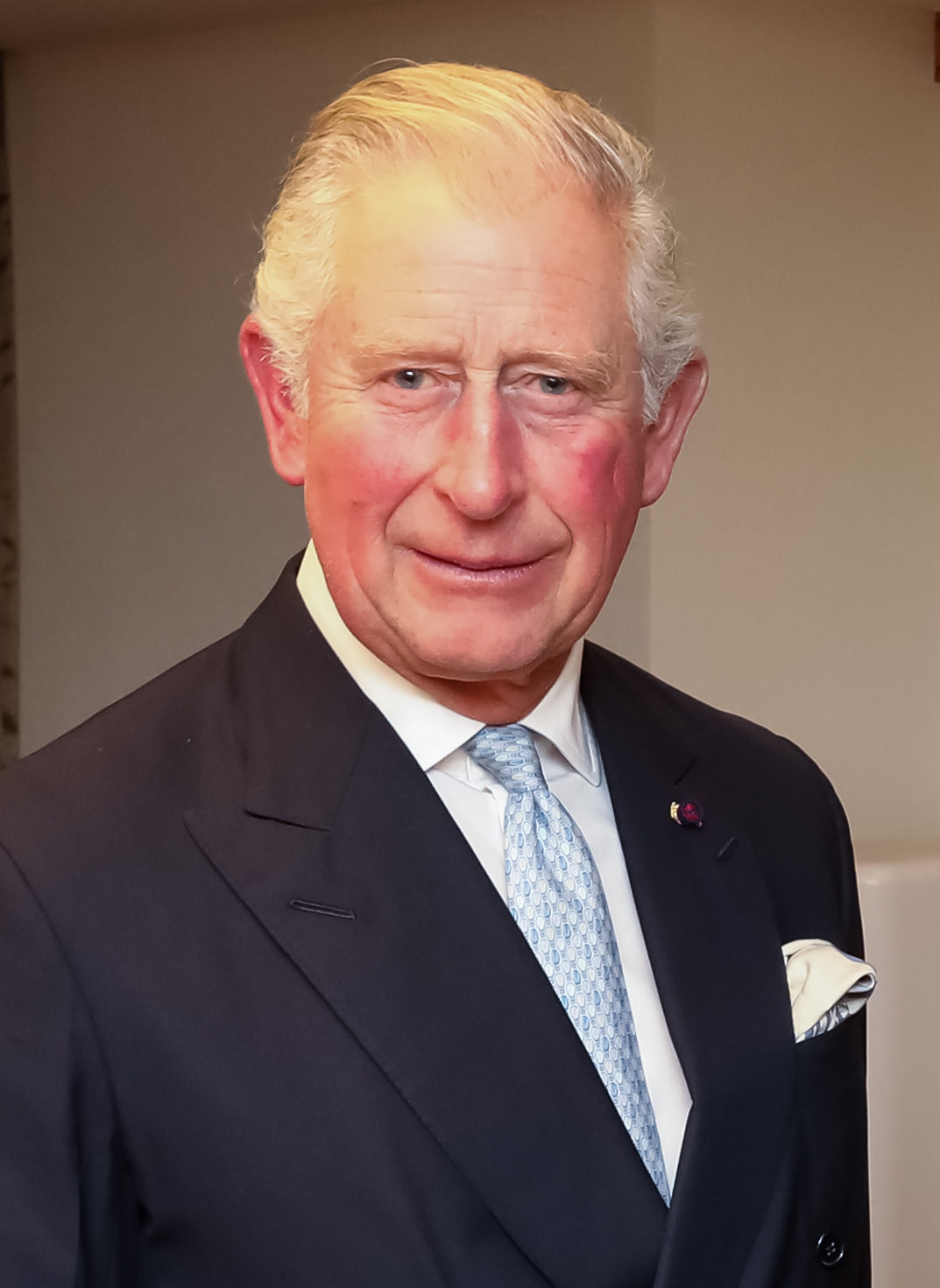
Чарльз III — Король і голова держави Сполученого Королівства Великої Британії та Північної Ірландії та країн Співдружності націй — Канади, Австралії, Нової Зеландії, Ямайки, Багамських Островів, Гренади, Папуа Нової Гвінеї, Соломонових Островів, Тувалу, Сент-Люсії, Сент-Вінсенту і Гренадин, Антигуа і Барбуди, Белізу, Сент-Кіттсу і Невісу^{[1]}.

Королівства Співдружності (англ. Commonwealth realms) — титул в 15 державах Співдружності, які вважають короля Чарльза III своїм монархом, в кожному з них він виступає як глава держави і носить відповідний титул. Наприклад, в Белізі він називається «Його Величність король Чарльз III, король Белізу». За формою об'єднання вони є особистою унією.

## Історія
Поза Великою Британією король за поданням прем'єр-міністра кожного королівства призначає генерал-губернатора як свого представника в його відсутність. Також він представлений губернатором в кожному зі штатів Австралії та лейтенант-губернатором в кожній із провінцій Канади. Ці посадові особи мають майже всю повноту влади конституційного монарха (в основному виконуючи, тим не менш, символічні обов'язки) і мають так звані королівські прерогативи.
Чотирнадцять королівств — колишні британські самоврядні колонії, які отримали незалежність. Три з 14 королівств (Австралія, Канада і Нова Зеландія) отримали незалежність в результаті декларації Бальфура в 1926 році та Вестмінстерського статуту в 1931. Канада, Південно-Африканський Союз і Вільна держава Ірландія негайно отримали незалежність законодавчої влади від Сполученого Королівства, а Австралія і Нова Зеландія ратифікували статут в 1942 і 1947 відповідно. Статут також торкався Ньюфаундленда, але там він не був ратифікований, домініон повернувся в статус колонії в 1934, і був приєднаний до Канади в 1949. Вільна держава Ірландія формально стало республікою в 1949, а ПАР — в 1961.
Інші королівства отримали незалежність в результаті закінчення британського правління в Індії, т. зв. «Вітрів змін» Африки в 1960-х, падіння Вест-Індської федерації в 1961 і пізніше. Останнім Королівством Співдружності став Сент-Кітс і Невіс, який отримав незалежність в 1983 році.
Папуа-Нова Гвінея була утворена в 1975 як союз колишньої Німецької Нової Гвінеї, що управлялася Австралією як «international trusteeship», і колишньої Британської Новою Гвінеєю, колишнім британським володінням, хоча керованим Австралією за дорученням Великої Британії, яка перейменувала її в Папуа в 1905. Єдиним з Королівств Співдружності, не колишньою колонією Великої Британії, є сама Велика Британія.
Всередині Співдружності немає різниці в статусі між королівствами й іншими членами, більшість з яких є або республіками, або королівствами зі своїми власними монархами (Бруней, Лесото, Малайзія, Свазіленд і Тонга). Хоча Верховна рада вождів Фіджі шанувала колишню королеву Єлизавету II «верховним вождем», вона не вважається главою держави, і Фіджі залишається республікою.

## Королівства Співдружності
| Королівство              | Дата | Монархія | Титул | Штандарт |
| ------------------------ | ---- | -------- | --- | -------- |
| Антигуа і Барбуда        | 1981 | Монархія | Charles the Third, by the Grace of God, King of Antigua and Barbuda and His other Realms and Territories, Head of the Commonwealth | —        |
| Австралія                | 1931 | Монархія | Charles the Third, by the Grace of God King of Australia and His other Realms and Territories, Head of the Commonwealth | —        |
| Багамські Острови        | 1973 | Монархія | Charles the Third, by the Grace of God, King of the Commonwealth of The Bahamas and of His other Realms and Territories, Head of the Commonwealth | —        |
| Беліз                    | 1981 | Монархія | Charles the Third, by the Grace of God, King of Belize and of His other Realms and Territories, Head of the Commonwealth | —        |
| Канада                   | 1931 | Монархія | англ. Charles the Third, by the Grace of God of the United Kingdom, Canada and of His other Realms and Territories King, Head of the Commonwealth, Defender of the Faith фр. Charles Troisième, par la grâce de Dieu Roi du Royaume-Uni, du Canada et de ses autres royaumes et territoires, Chef du Commonwealth, Défenseur de la Foi |          |
| Гренада                  | 1974 | Монархія | Charles the Third, by the Grace of God, King of Grenada and of His other Realms and Territories, Head of the Commonwealth | —        |
| Ямайка                   | 1962 | Монархія | Charles the Third, by the Grace of God of Jamaica and of His other Realms and Territories King, Head of the Commonwealth | —        |
| Нова Зеландія            | 1931 | Монархія | Charles the Third, By the Grace of God King of New Zealand and of His Other Realms and Territories, Head of the Commonwealth, Defender of the Faith | —        |
| Папуа Нова Гвінея        | 1975 | Монархія | Charles III, King of Papua New Guinea and His other Realms and Territories, Head of the Commonwealth | —        |
| Сент-Кіттс і Невіс       | 1983 | Монархія | Charles the Third, by the Grace of God, King of Saint Christopher and Nevis and of His other Realms and Territories, Head of the Commonwealth | —        |
| Сент-Люсія               | 1979 | Монархія | Charles the Third, by the Grace of God King of Saint Lucia and of His other Realms and Territories, Head of the Commonwealth | —        |
| Сент-Вінсент і Гренадини | 1979 | Монархія | Charles the Third, by the Grace of God, King of Saint Vincent and the Grenadines and His other Realms and Territories, Head of the Commonwealth | —        |
| Соломонові Острови       | 1978 | Монархія | Charles the Third, by the Grace of God, King of Solomon Islands and His other Realms and Territories, Head of the Commonwealth | —        |
| Тувалу                   | 1978 | Монархія | Charles the Third, by the Grace of God King of Tuvalu and of His other Realms and Territories, Head of the Commonwealth | —        |
| Велика Британія          | 1931 | Монархія | Charles the Third, by the Grace of God of the United Kingdom of Great Britain and Northern Ireland and of His other Realms and Territories, King, Head of the Commonwealth, Defender of the Faith |          |

## Колишні королівства Співдружності
| Королівство                | З    | До   | Прапор |
| -------------------------- | ---- | ---- | ------ |
| Домініон Цейлон            | 1948 | 1972 |        |
| Фіджі                      | 1970 | 1987 |        |
| Гвінея-Бісау               | 1965 | 1970 |        |
| Гана                       | 1957 | 1960 |        |
| Гаяна                      | 1966 | 1970 |        |
| Індія                      | 1947 | 1950 |        |
| Ірландія                   | 1931 | 1949 |        |
| Кенія                      | 1963 | 1964 |        |
| Малаві                     | 1964 | 1966 |        |
| Мальта                     | 1964 | 1974 |        |
| Маврикій                   | 1968 | 1992 |        |
| Нігерія                    | 1960 | 1963 |        |
| Пакистан                   | 1947 | 1956 |        |
| Сьєрра-Леоне               | 1961 | 1971 |        |
| Південно-Африканський Союз | 1931 | 1961 |        |
| Танганьїка (держава)       | 1961 | 1962 |        |
| Тринідад і Тобаго          | 1962 | 1976 |        |
| Уганда                     | 1962 | 1963 |        |
| Барбадос                   | 1966 | 2021 |        |